# 陆器
陆器（？—？），江苏常熟人，曾祖父陸贄，唐文宗开成五年（840年）庚申科状元，有位于河阳山（今江苏省张家港市凤凰镇）的读书台遗址。他可能是苏州地区有记载的第一位状元。 